# Papa Bouba Diop
Papa Bouba Diop, född 28 januari 1978 i Dakar, Senegal, död 29 november 2020 i Paris, Frankrike, var en senegalesisk fotbollsspelare (mittfältare). Under sin karriär spelade han bland annat för franska Lens samt Fulham och Portsmouth i Premier League. Han representerade även det senegalesiska landslaget.
Diop är kanske mest känd för att ha gjort det första målet i VM 2002 mot Frankrike, vilket slutade i en 1–0-förlust för de dåvarande världsmästarna och slutligen deras chockerande utslagning från turneringen, i vilken Senegal nådde kvartsfinal. Han gjorde även två mål mot Uruguay (3–3) i gruppspelet.
Den 29 november 2020 dog Diop efter att ha kämpat mot en sjukdom. Han blev 42 år.